# Микстура (лекарственная форма)
Миксту́ра (от лат. mixtura — смесь) — жидкая лекарственная форма для внутреннего употребления, состоящая из смеси нескольких твёрдых веществ или жидкостей (настоев, отваров, растворов, экстрактов и т. п.).
Микстура бывает: прозрачной, мутной и с осадком. 
Микстурой называют смесь раствора какого-нибудь вещества с тем или другим фармацевтическим препаратом, как-то: тинктурами, сиропами, настоями. В микстурах жидкости относятся друг к другу точно так же, как в растворах. Поэтому именем микстура обозначают вообще все предназначенные для внутреннего употребления жидкости, прописываемые в определённых количествах. К особым видам микстуры принадлежат эликсиры, лизунцы. Взбалтываемые микстуры или mixturae agitandae представляют смесь водных растворов с нерастворимым порошком. Именем haustus или potio называют такие микстуры, которые не приходится дробить, а принимают за один раз. Те микстуры, которые прописываются и принимаются в маленьких количествах, носят название guttae, капель или mixtura concentrata. Наружные средства, например полоскания, глазные примочки, растворы для впрыскиваний, тоже могут быть прописываемы в виде микстур.